# Guter Hirte

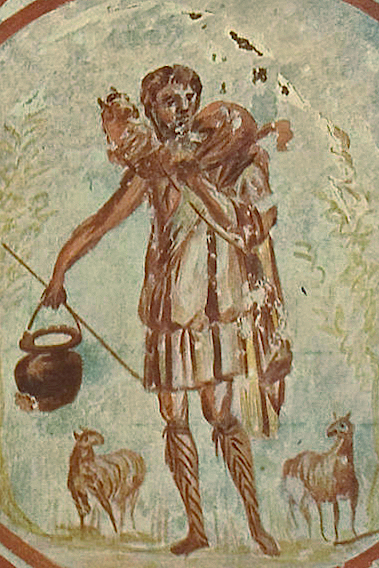
Jesus als guter Hirte, Fresko des 3. Jahrhunderts in der Calixtus-Katakombe, Rom

Der gute Hirte (altgriechisch ὁ ποιμὴν ὁ καλός ho poimèn ho kalós, lateinisch pastor bonus) ist im Christentum eine der ältesten und verbreitetsten Bezeichnungen für Jesus Christus. Das Bild begegnet aber auch schon in vorneutestamentlicher Zeit. „Der H[irt] hat wie bei allen gehobenen Nomaden, so auch in Israel religiösen Symbolcharakter.“ Im Rahmen zunehmender Marienverehrung gibt es seit dem Barock auch den Bildtypus der „Göttlichen Schäferin“ (Divina Pastora).

## Bibel

### Altes Testament
Im Alten Testament ist das Hirtenbild verbreitet, Abel, Abraham, Isaak oder Jakob waren Hirten. Mose wurde als Hirte seines Volkes angesehen. Es wurden verheißene Führer des Volkes einerseits, verantwortungslose Könige und Richter andererseits als gute oder schlechte Hirten bezeichnet. Die bedeutendste Rolle als Hirte nahm David ein. Der messianische Hirte muss aber mit Ablehnung und Gewalt rechnen: „Schlag den Hirten, dann werden sich die Schafe zerstreuen.“ (Sach 13,7 ).
Vielfach wird das Hirtenbild unmittelbar auf Gott bezogen. Besonders findet sich das Bild aber im Psalm 23, dem „Hirtenpsalm“ sowie in Jer 31,10 .

### Neues Testament

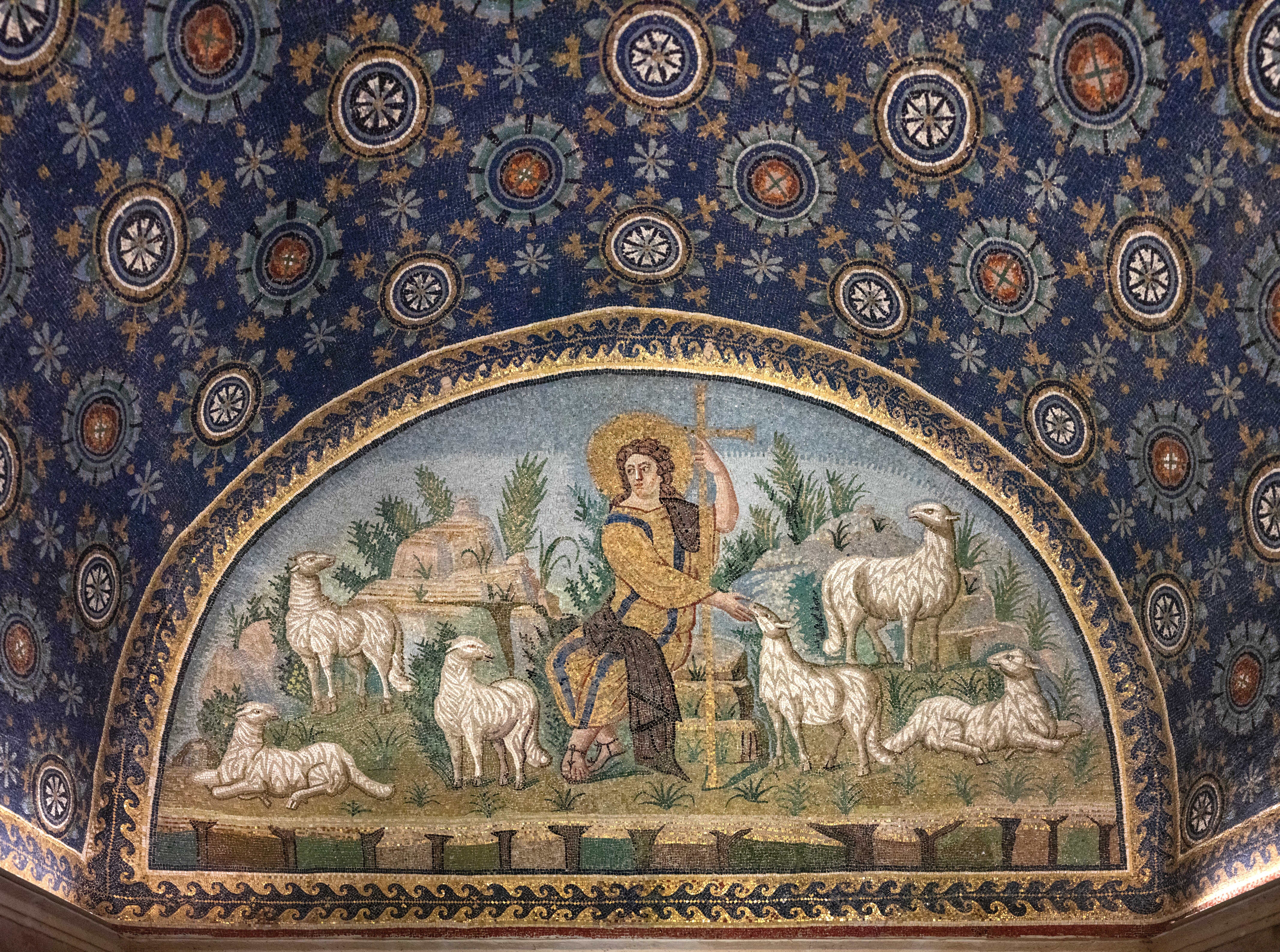
Der gute Hirte, Mosaik im Mausoleum der Kaiserin Galla Placidia, Ravenna, erste Hälfte des 5. Jahrhunderts

In einer der großen Gleichnisreden des Johannesevangeliums (Kap. 10,1–18 ) sagt Jesus von sich selbst: „Ich bin der gute Hirte“ (Joh 10,11.14 , siehe auch die anderen Ich-bin-Worte) und führt das Bildwort unter verschiedenen Aspekten aus: Der gute Hirte kennt die Schafe und ruft sie einzeln beim Namen. Die Schafe erkennen ihn an der Stimme. Bis zur Hingabe des eigenen Lebens setzt sich der gute Hirte im Gegensatz zum Lohnhüter (in der Lutherübersetzung als „Mietling“ bezeichnet) für die Herde ein. Den Hintergrund der allegorischen neutestamentlichen jesuanischen Hirtenworte (Joh 9,35–41 ; 10,22–30 ) bildet das Hirtenmotiv des Alten Testaments, das auf Gott selbst bezogen ist. Die Darstellung von Juden in diesen Erzählungen, die Steine aufheben, um Jesus zu steinigen, deutet darauf hin, dass Jesus gemäß dem Johannesevangelium seine Göttlichkeit andeutete, was als schwerste Gotteslästerung galt.
Einen weiteren Beleg für das Hirtenamt Jesu bietet der Hebräerbrief. Dieser bezeichnet in seinem abschließenden Segenswort Jesus als den „großen Hirten der Schafe“ (Heb 13,20 ). Indirekt erscheint der Hirtentitel auch in der Erzählung vom verlorenen und geretteten Schaf Mt 18,12–14  par., Lk 15,1–7 : Nicht den 99 anderen Schafen, sondern dem einen verlorenen, dem Sünder, gilt sein Suchen. Einen Gegenpol findet die Allegorie Jesu als des guten Hirten im Bild von Christus als dem „Lamm Gottes“. Darin erscheint Jesus als makelloses Lamm, das zur Vergebung der Sünden geopfert wird.

## Hirtenmotive

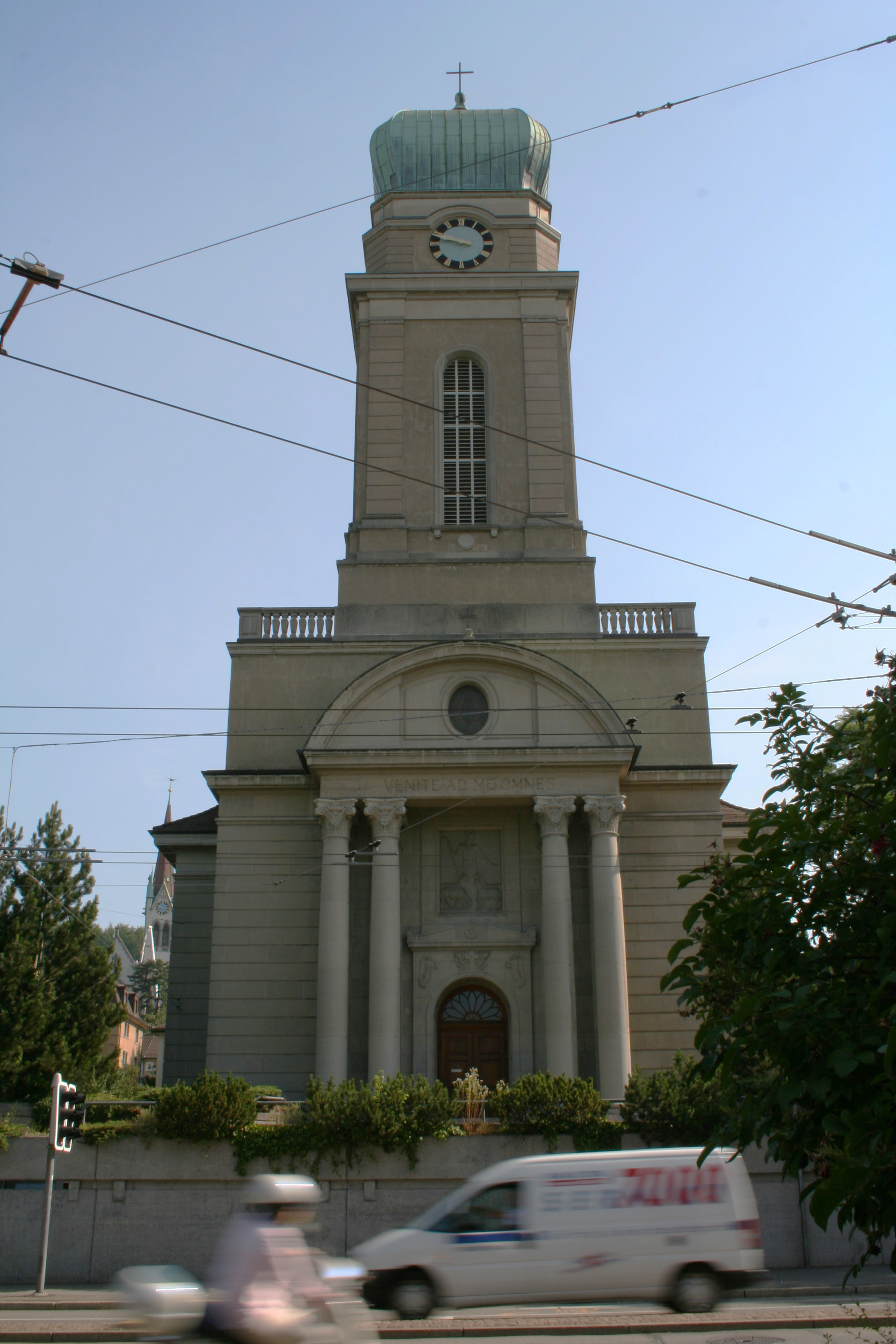
Der gute Hirte ist ein Patrozinium für Kirchen und Klöster, hier die Guthirt-Kirche in Zürich.

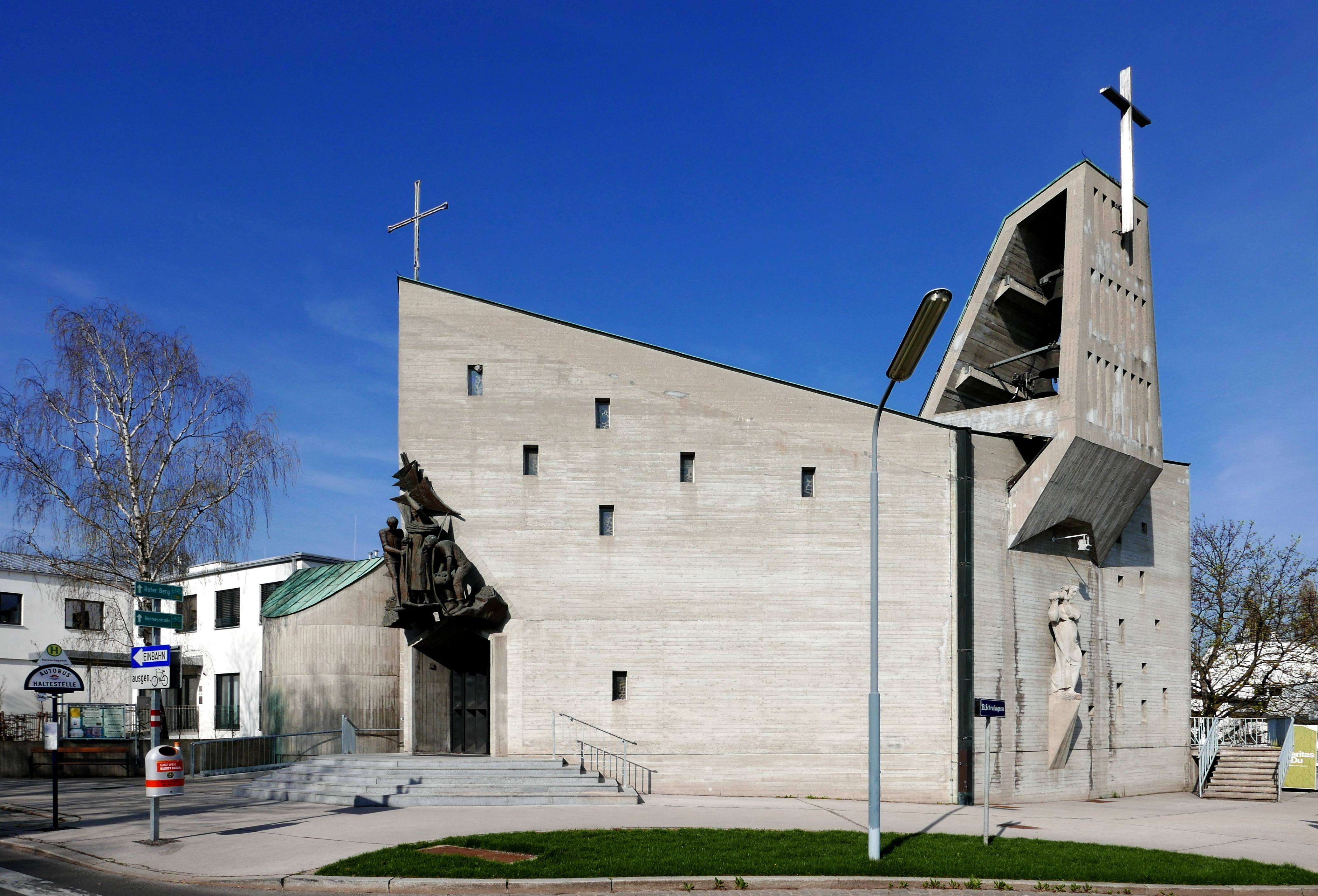
Pfarrkirche Zum Guten Hirten, Wien-Hietzing

Das Hirtenbild wurde im ganzen Alten Orient (Sumerer, Akkadier, Assyrer, Babylonier, Ägypter) und auch bei Griechen und Römern auf Herrscher und Verantwortungsträger aller Art angewendet, „weiden“ meint die Aufgabe des Regierens, und zu den Aufgaben des gerechten Herrschers gehörte auch die Sorge für die Schwachen.

## Das Hirtenamt im Christentum
Das Christentum bezieht das Bild der Hirten der Kirche auf das Amt des Bischofs (lateinisch munus pascendi ‚Hirtenaufgabe‘). Das Zweite Vatikanische Konzil verstand die Bischöfe als „eigentliche, ordentliche und unmittelbare Hirten“ ihrer Teilkirche. Versinnbildlicht wird das Bild des guten Hirten durch die liturgische Insigne des Palliums, das vom Papst und den Metropoliten der katholischen Kirche bei der Heiligen Messe getragen wird. Dieses symbolisiert das wiedergefundene Schaf, das der gute Hirte auf den Schultern trägt. Das Äquivalent der orthodoxen Kirche zum Pallium ist das Omophorion. Das lateinische Wort pastor ist vor allem in Norddeutschland zur Bezeichnung des Pfarrers geworden.
Mit dem „obersten Hirten“ (1 Petr 5,4 ) ist Jesus Christus gemeint. In der christlichen Theologiegeschichte wurde die Vorstellung von einem Dreifachen Amt Christi entwickelt, die er innehat; neben dem prophetischen und königliche Amt übt er auch ein priesterliches oder hohepriesterliches Amt aus, das auch als Hirtenamt verstanden wird. Davon abgeleitet sah für die römisch-katholische Kirche das Zweite Vatikanische Konzil auch die Aufgabe des Priesters als Hirtenaufgabe (pastor, Pastoral), wenn es formulierte: „Die Priester üben entsprechend ihrem Anteil an der Vollmacht das Amt Christi, des Hauptes und Hirten, aus.“ Der Hirte soll wie der gute Hirte die ihm anvertraute Gemeinde behüten und im Notfall unter Einsatz des eigenen Lebens schützen.
Im allgemeinen Sprachgebrauch ist die Bezeichnung Oberhirte verbreitet. Oberhirte könnte, im entfernten Sinne, aus dem lateinisch magister pecoris ‚Oberster / Anführer / Lehrer des Viehs / der Herde‘ abgeleitet worden sein. Oberhirte steht in der Regel für einen in der kirchlichen Hierarchie über den anderen stehenden Amtsträger. So bezeichnet man den Bischof als den Oberhirten seines Bistums und den Papst als den Oberhirten der katholischen Kirche.

## Guthirtensonntag im Kirchenjahr
Seit die Alte Kirche die Evangelienlesungen für die einzelnen Sonntage festgelegt hatte, stand der 2. Sonntag nach Ostern (Misericordias Domini) im Zeichen des guten Hirten (so bis heute in der lutherischen und reformierten wie auch in der alt-katholischen Kirche). Die römisch-katholische Kirche verlegte mit der Liturgiereform den Sonntag des guten Hirten auf den vierten Sonntag der Osterzeit, um die ersten drei Sonntage den eigentlichen Osterevangelien (Begegnungen mit dem Auferstandenen) vorzubehalten.

## Kunst
In der christlichen Kunst ist der Hirte mit dem verlorenen Schaf auf den Schultern die älteste Christusdarstellung überhaupt, häufig in den römischen Katakomben. Da dieses Motiv bereits in vorchristlichen Schäferszenen beliebt war und auch in den Totenkult Eingang gefunden hatte (siehe Mithraismus), ist oft nicht eindeutig zu klären, ob es sich bereits um ein christliches Zeugnis handelt. Gegenüber der westkirchlichen Tradition kennt „die Kunst des christlichen Ostens […] das Bild vom Guten H[irten]“ praktisch nicht. Im 19. Jahrhundert erlebte das Bild eine Renaissance und wurde als Kunstdruck im Nazarener-Stil in vielfältigen Variationen zum beliebten Wohn- und Schlafzimmerschmuck.

### Beispiele

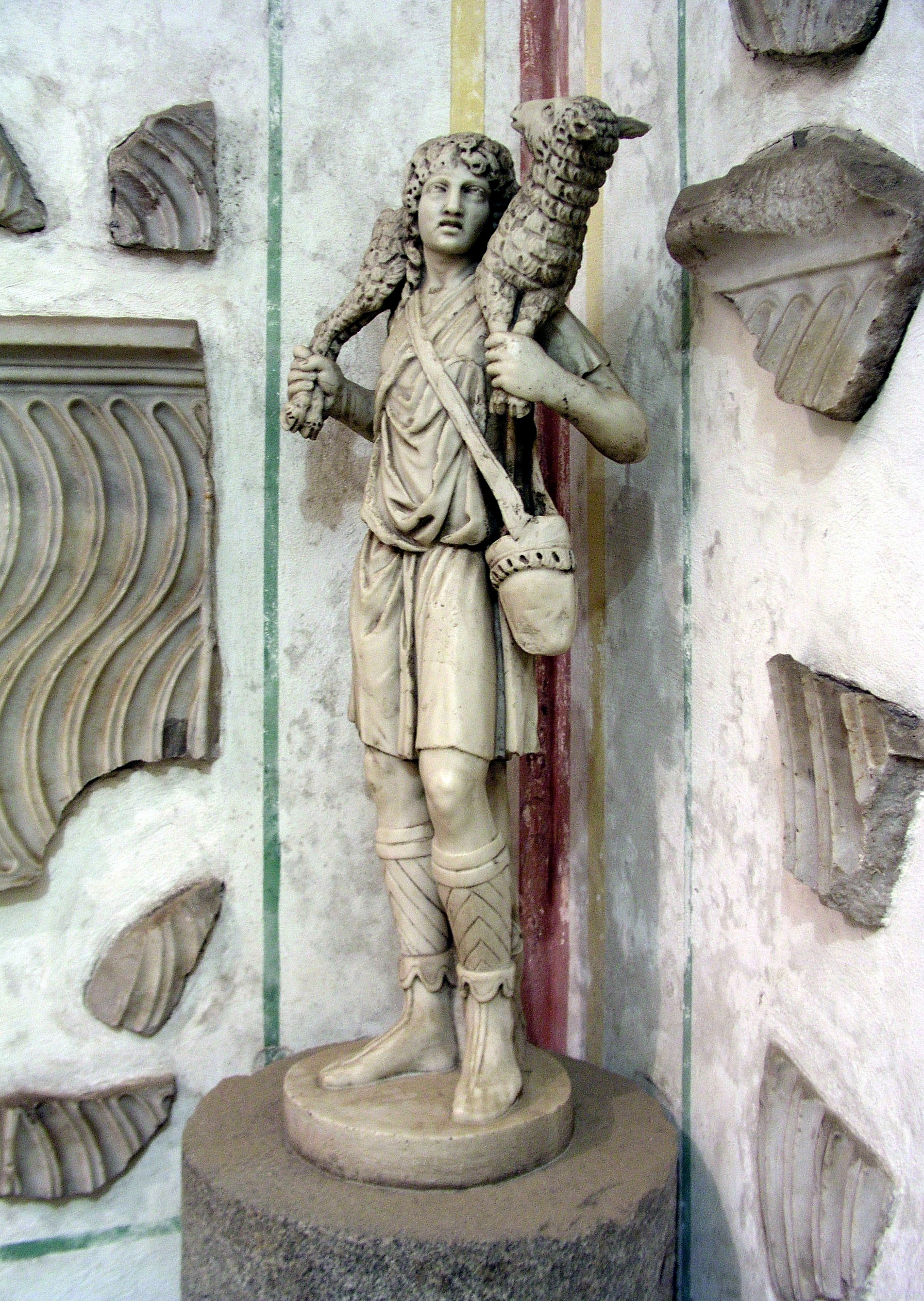
Statuette des guten Hirten, Domitilla-Katakomben, Rom, um 300
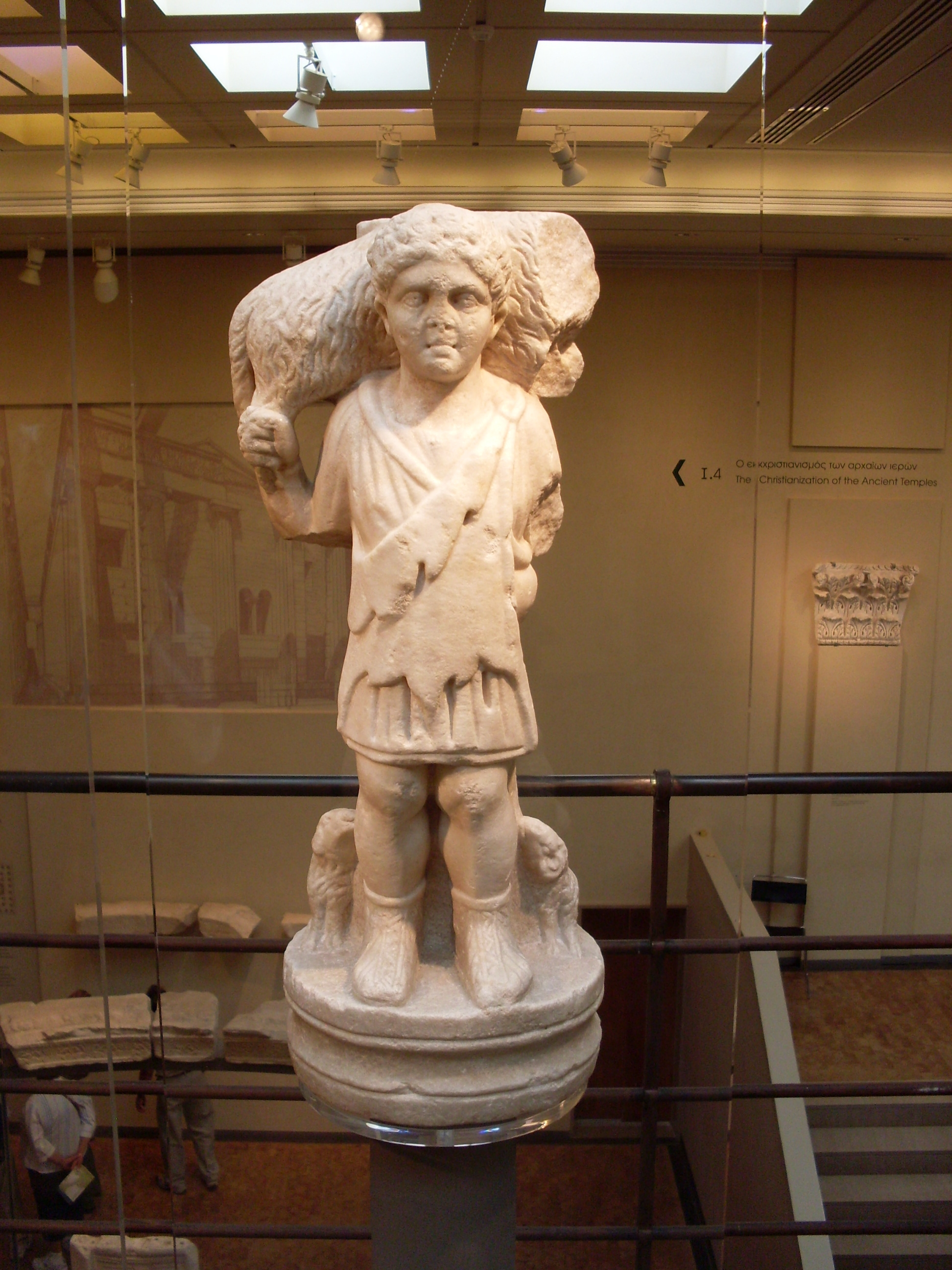
Plastik des guten Hirten aus Korinth, 4. Jahrhundert (Byzantinisches und Christliches Museum, Athen)
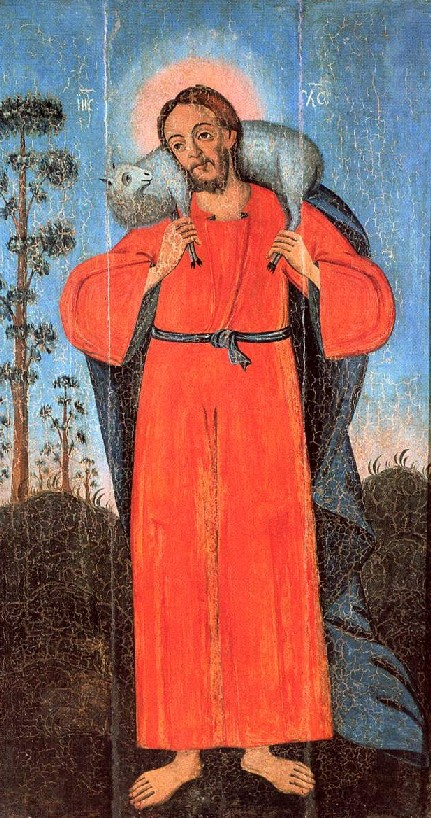
Bessarabische Ikonendarstellung Jesu als des guten Hirten, 18. Jahrhundert
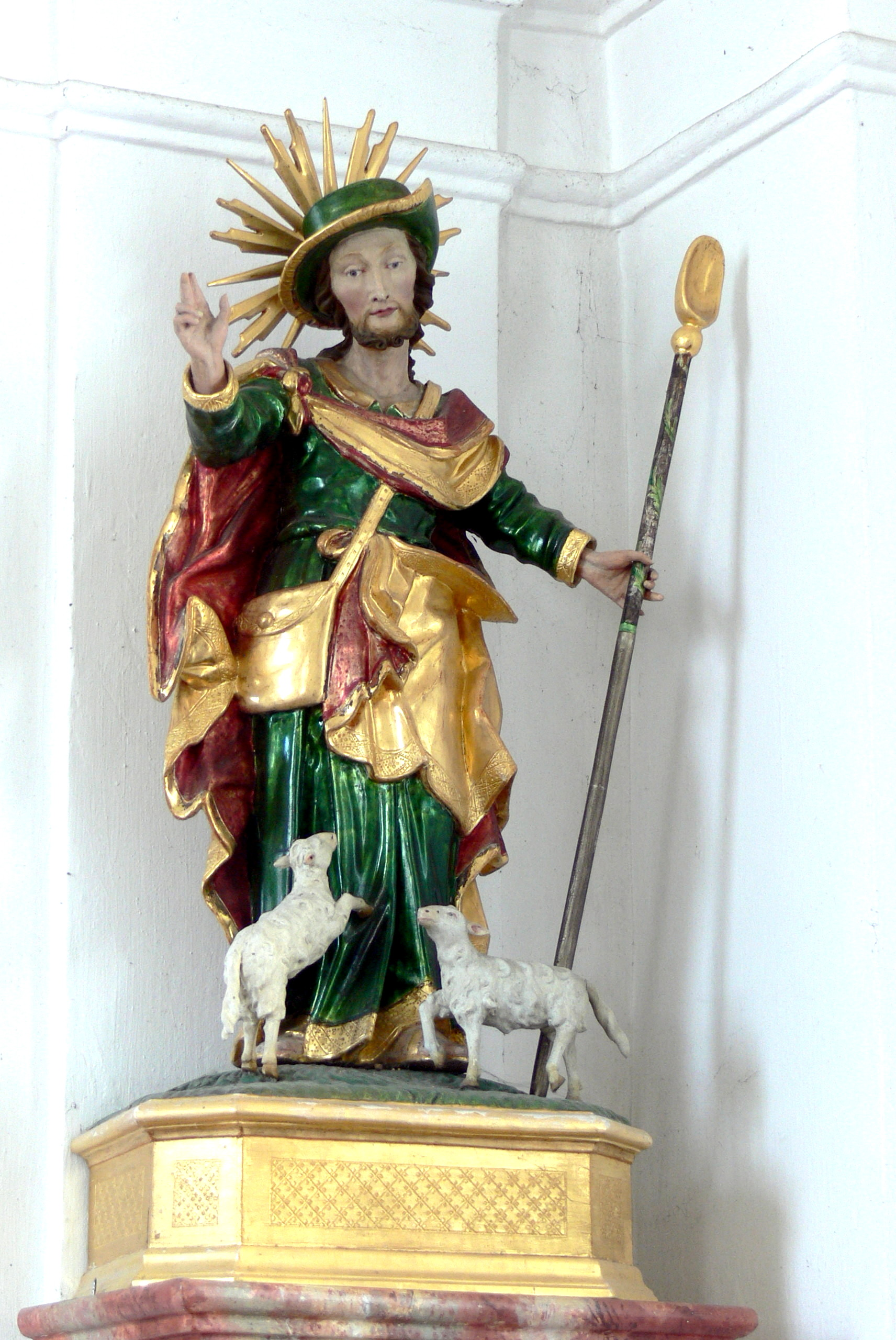
Guter Hirte aus St. Anna in Ellmau, Tirol, 1750
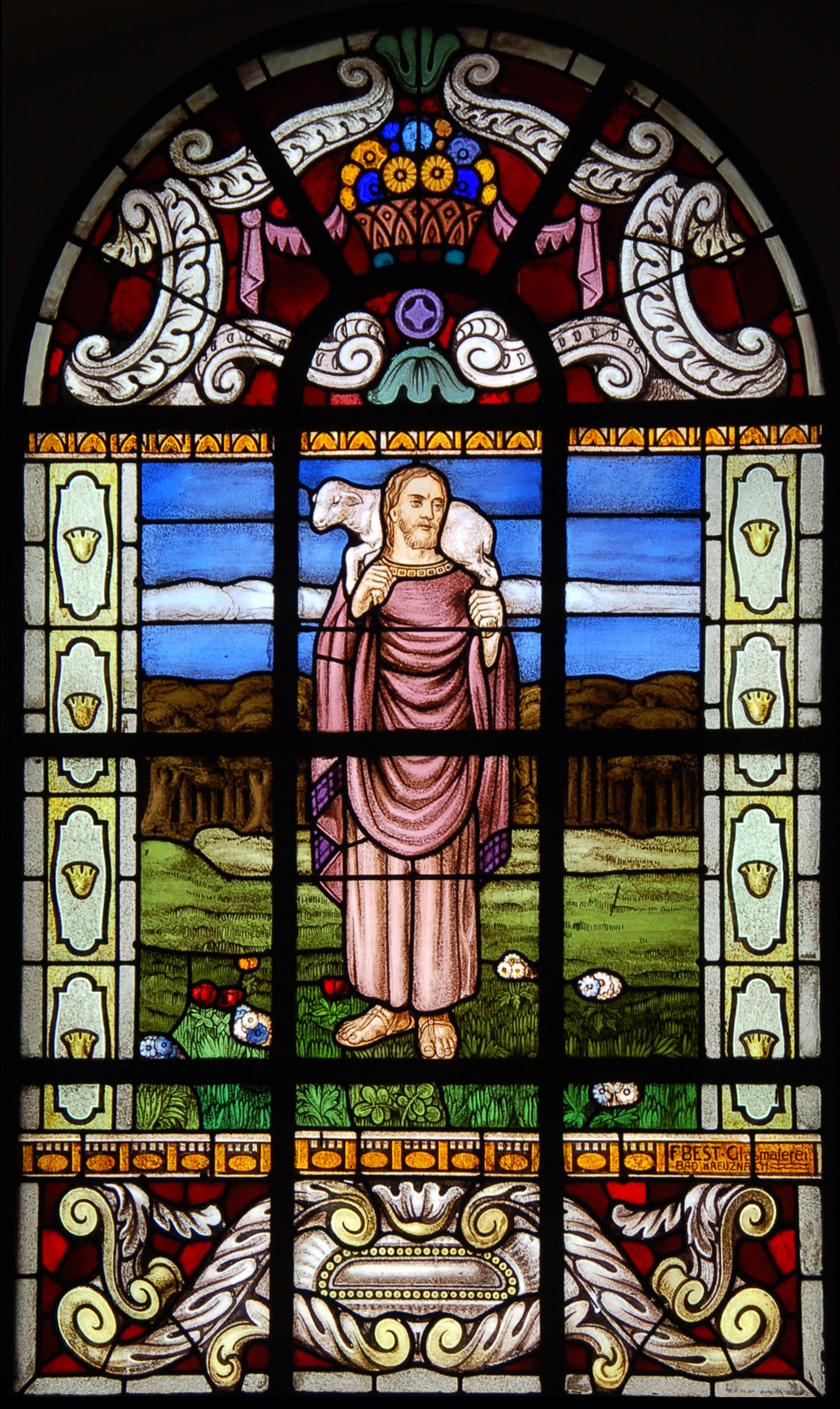
Kirchenfenster in Woppenroth „Der gute Hirte“ (Joh 10,1–30 LUT), 1926
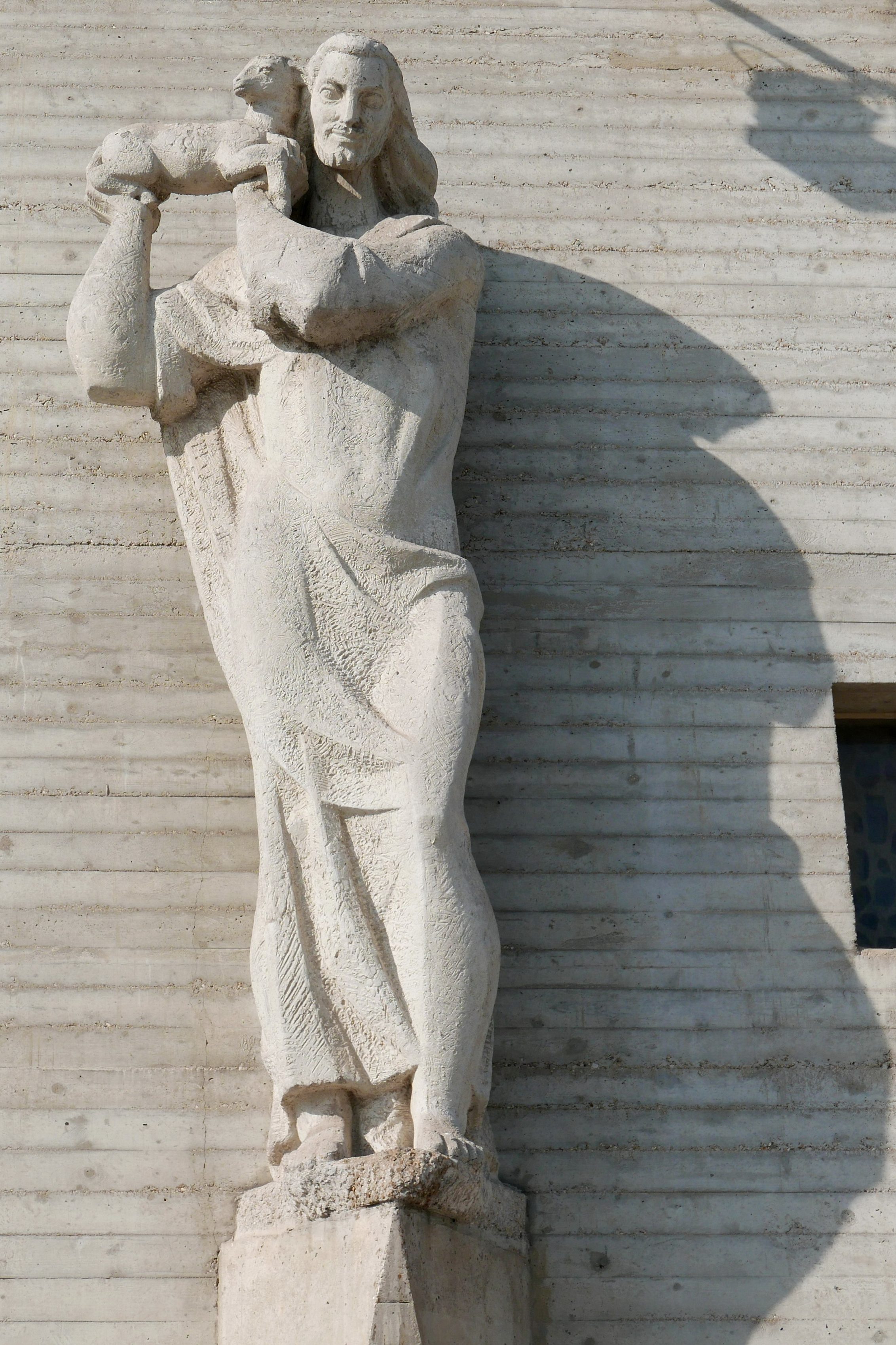
Christus als Guter Hirte, Skulptur von Otokar Čičatka, 1965, Pfarrkirche Zum Guten Hirten, Wien
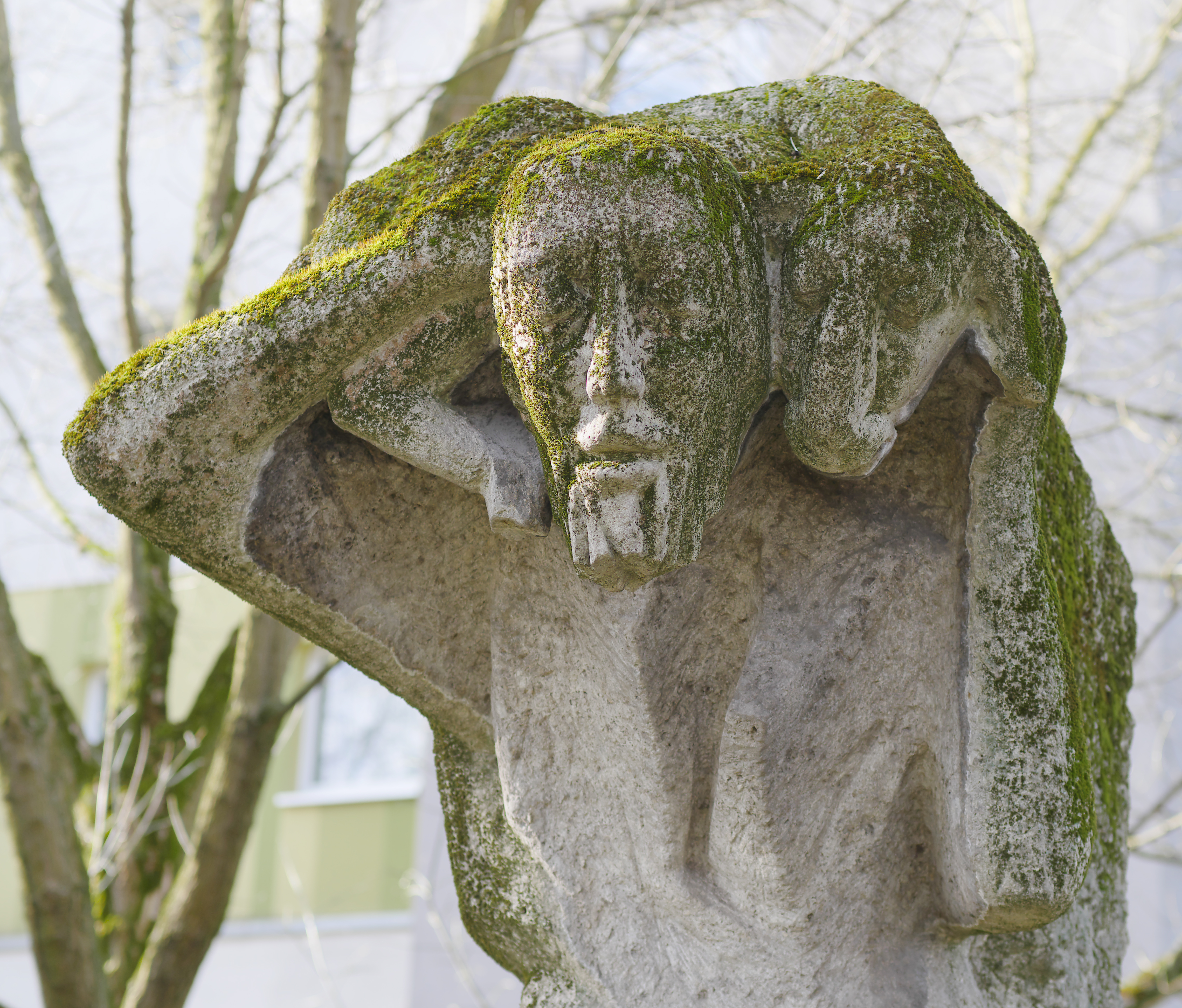
Guter Hirte von Paul Brandenburg in der Maximilian-Kaller-Straße 6 in Berlin-Marienfelde, 1978
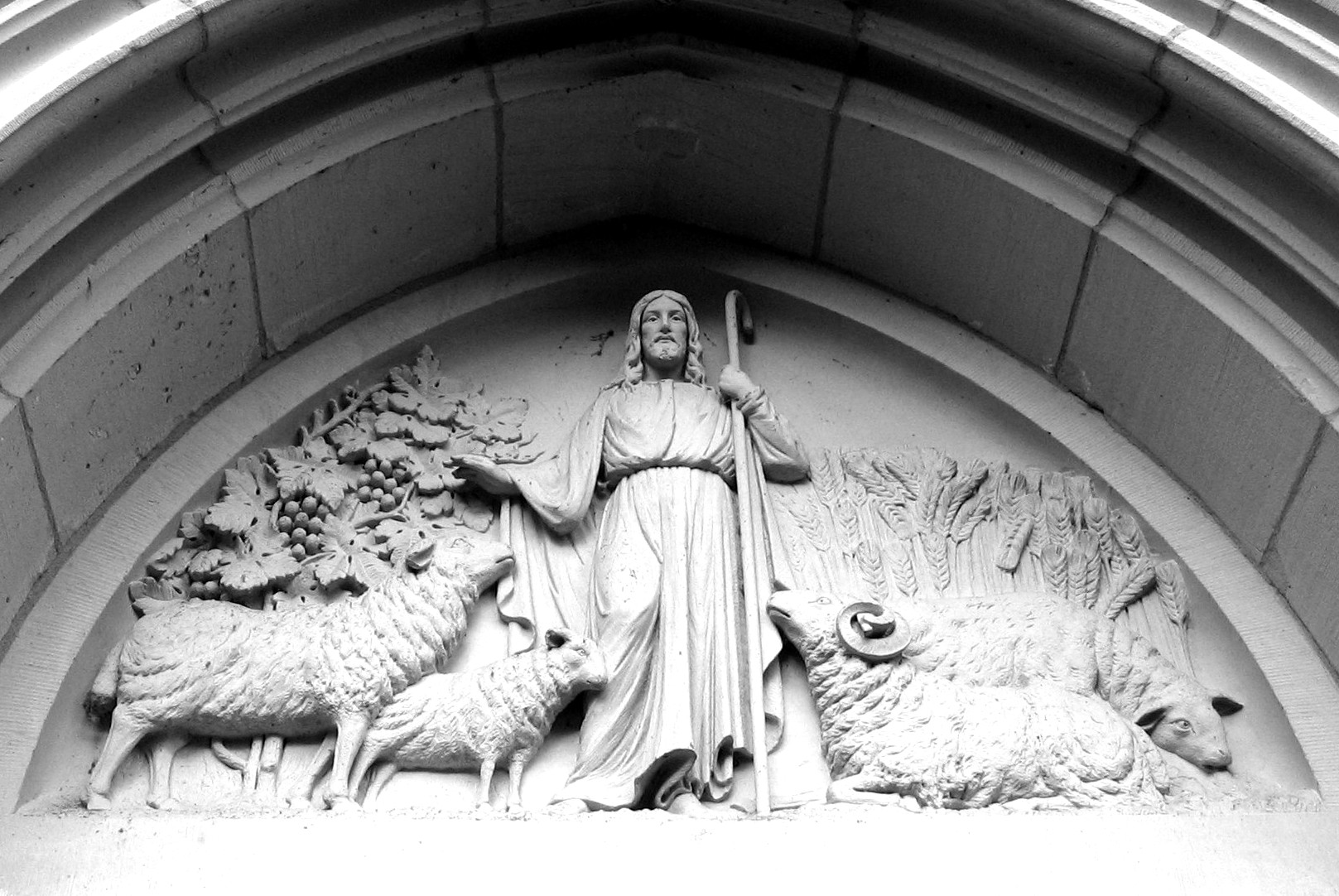
Jesus als der Gute Hirte im Tympanon der Evangelischen Friedenskirche in Hanau-Kesselstadt

### Ähnliche Motive aus der Kunst- und Religionsgeschichte
Die Darstellungen des guten Hirten erinnern an ältere Darstellungen von Tierträgern wie dem Kalbträger und dem Widderträger aus der klassischen Antike. Der griechische Gott Hermes wurde unter anderem als kriophoros bezeichnet. In den römischen Katakomben findet man häufig heidnische Darstellungen neben frühchristlichen.

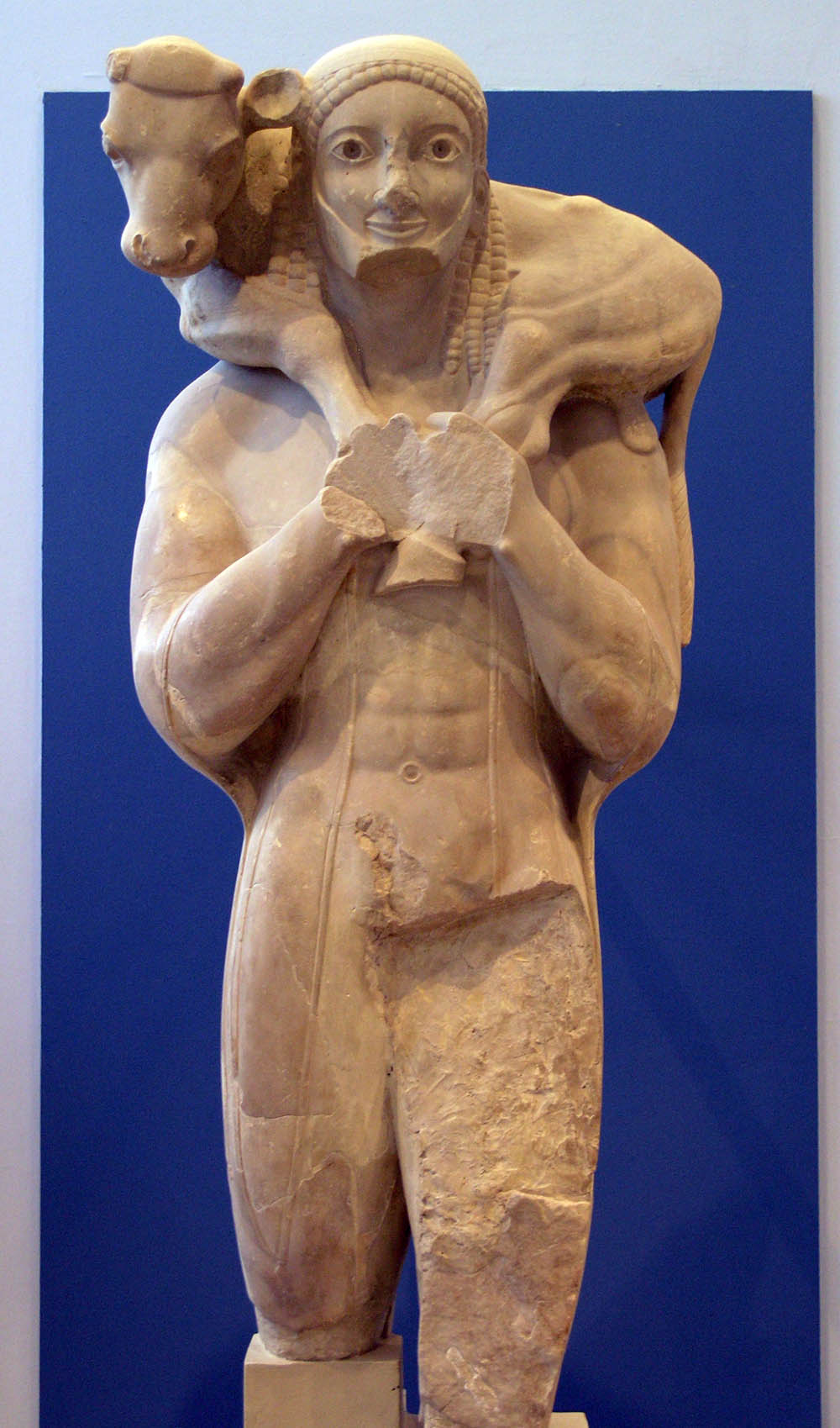
Der Kalbträger (Moschophoros) von der Akropolis, um 570 v. Chr.
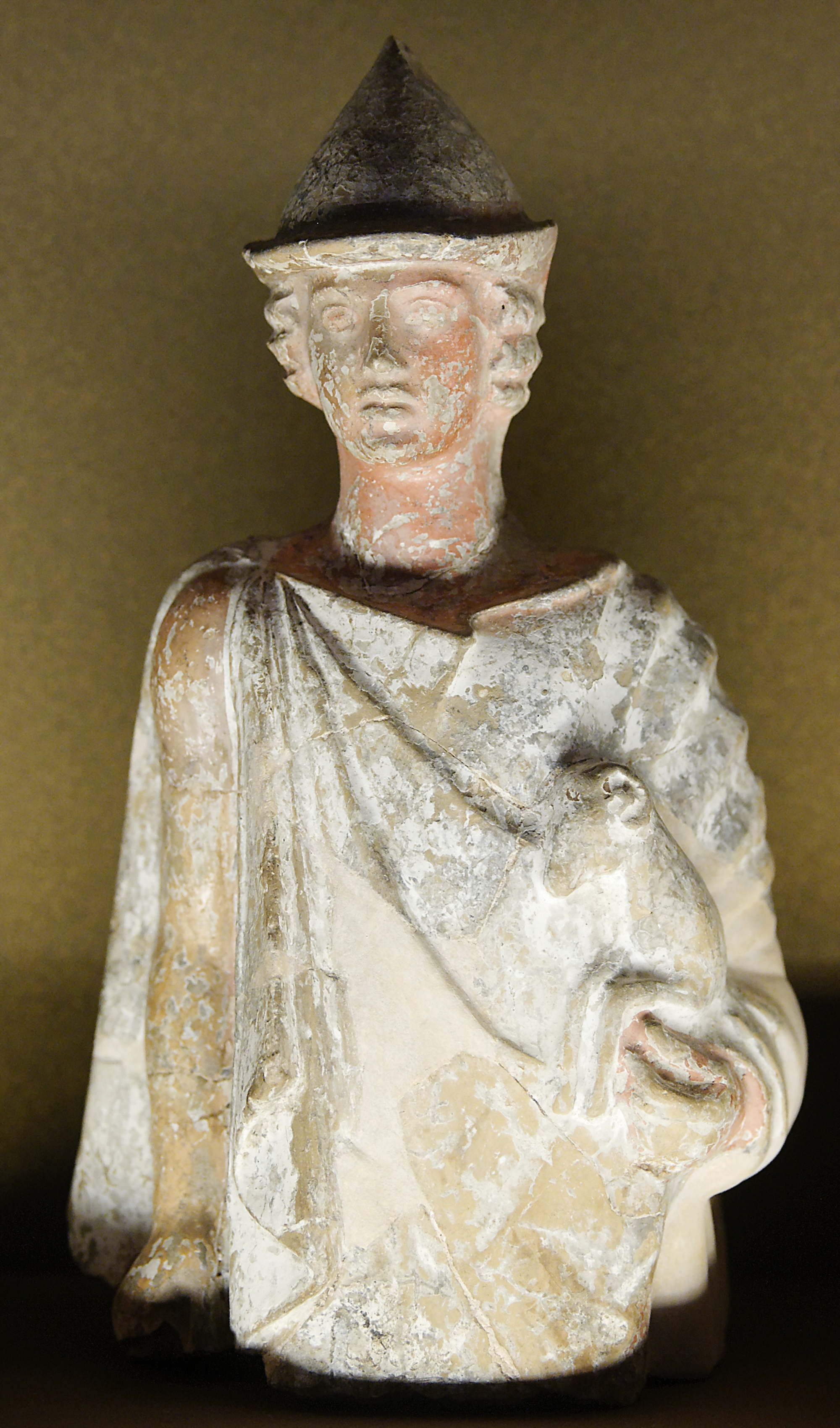
Der Widderträger (Kriophoros) von Theben in Böotien, Terrakotta-Statue, um 450 v. Chr. (Louvre, Paris)
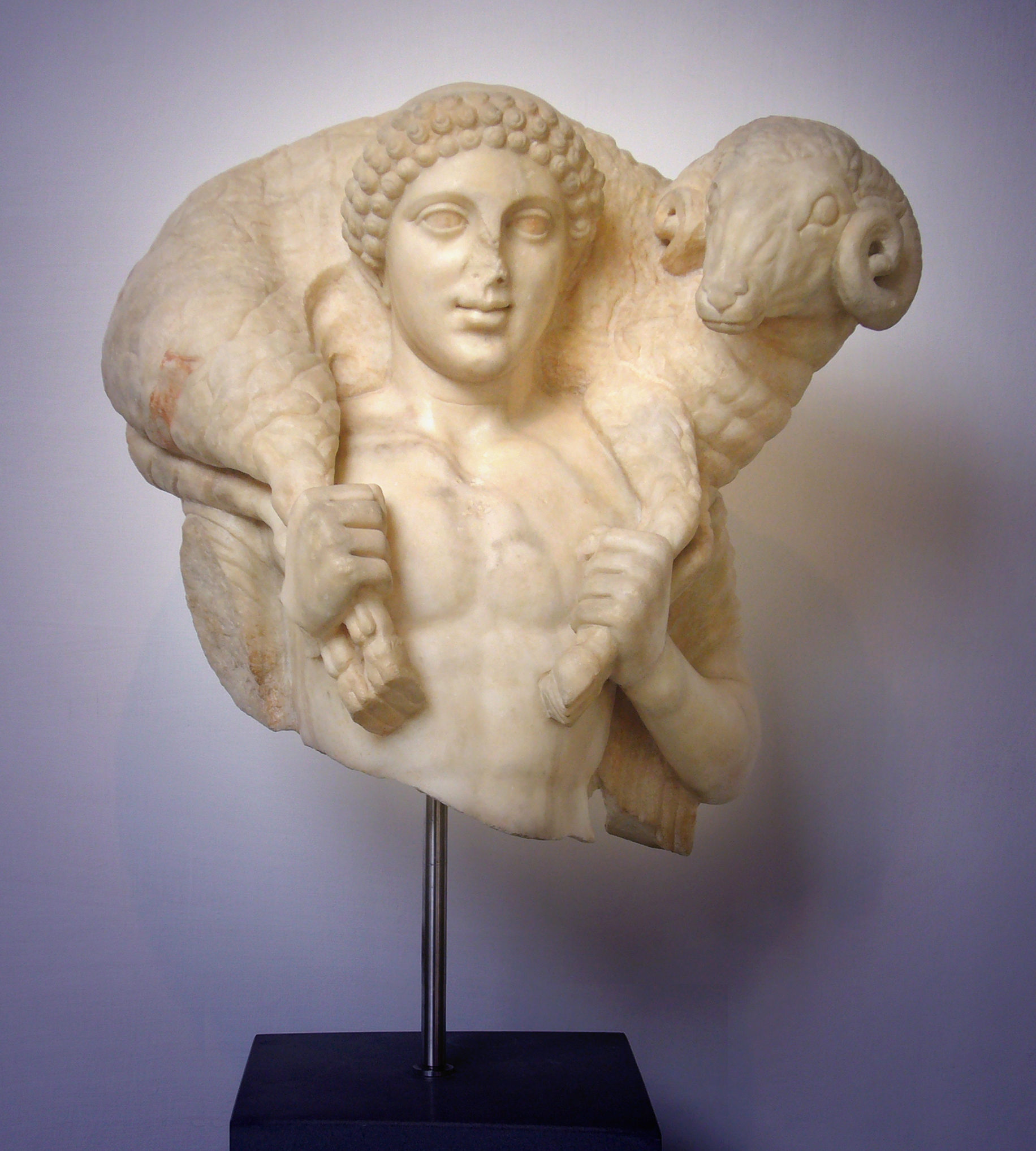
Hermes Kriophoros, spätrömische Marmorkopie des Kriophoros von Kalamis (Museo Barracco, Rom)
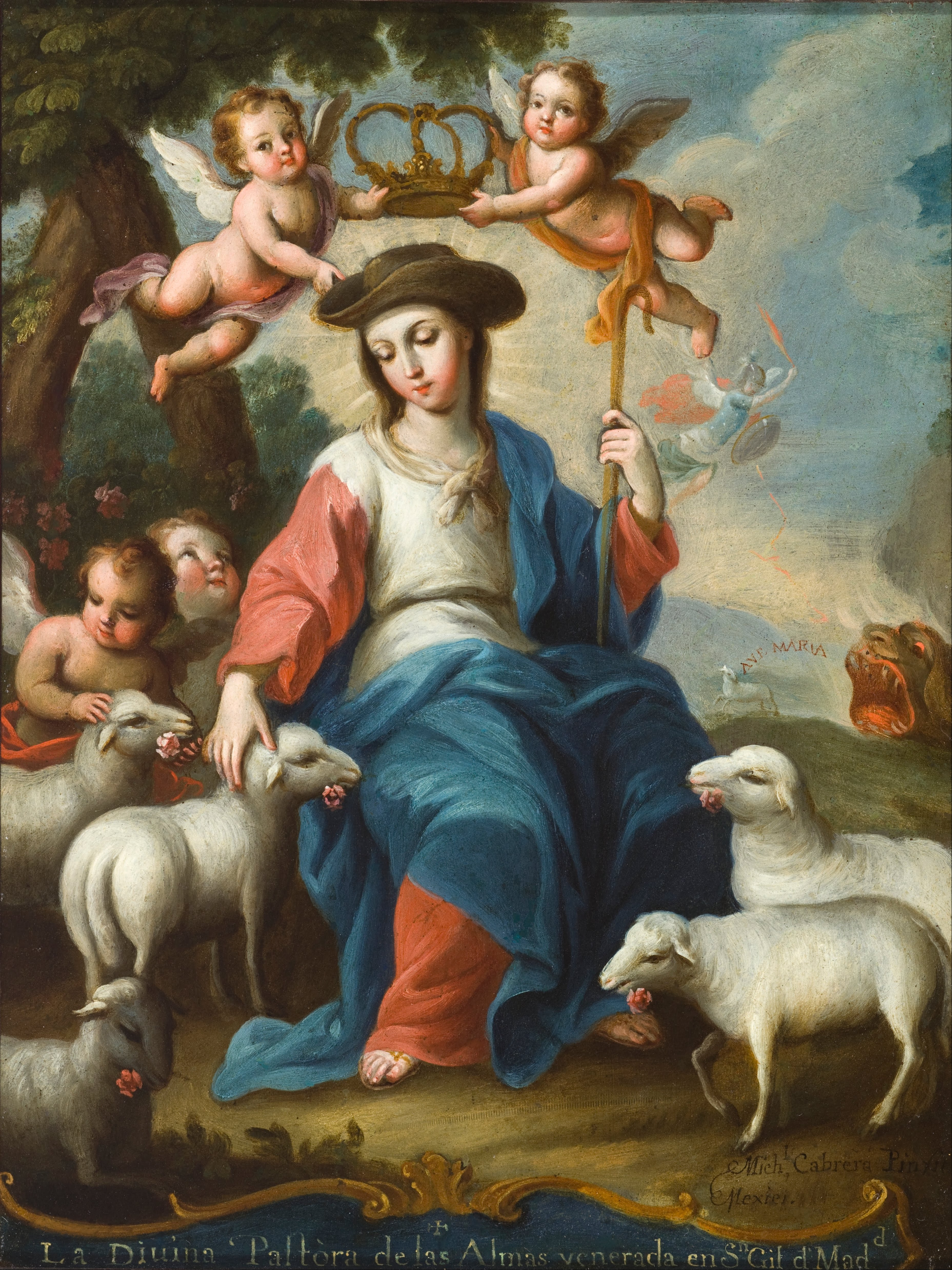
Miguel Cabrera: „Göttliche Schäferin“ (La divina pastora) LACMA, um 1763